# Андријана Вешовић
Андријана Вешовић, познатија као Зомбијана (Подгорица, 31. децембар 1991), визуелна је уметница из Црне Горе.
Вешовићева је завршила Факултет визуелних уметности у Подгорици. У 2012. покреће уметнички пројекат Зомбијана црта Твитер, чиме започиње своју каријеру. Радила је илустрацију за публикацију Мала црна књига - Живот, аутора Немање Димитријевића и Ане Златановић.
Данас ради као фриленсер и обрађује друштвено-одговорне теме. Кроз свој рад често говори о женским правима и менталном здрављу. Сарађивала је са Сигурном женском кућом из Подгорице, СОС Никшић, АФЖ Нови Сад и др.
У њеним илустрацијама доминирају симболи лубенице, Ноћ вештица и мачке.

## Изложбе
Андријана Вешовић организовала је самосталне изложбе 2014. у Подгорици, 2022. у Новом Саду на АФЖ Фестивалу, а у 2023. путујућа изложба Револуција - док миришеш баш лијепо обишла је Сарајево, Бања Луку, Београд, Нови Сад, Загреб и Подгорицу. Изложба Револуција - док миришеш баш лијепо била је хуманитарног карактера и прикупљен новац дониран је Сигурној женској кући у Подгорици.